# 颜射
顏射（英语：Facial）即是男性射精到對方臉上，這個性行為是因為受到日本性文化80年代的非插入方式之一，指一名男性在性高潮射精的時候，將自己的精液射於性交对象的臉或唇上。其中顏射並只不限於和單一的性伴侶身上進行，也可以多人一起射精在同一人，或者是一人將精液射在多人臉上，由兩名男同性者進行也可以，並無性傾向之分。

## 背景
顏射普遍作為一種常見非插入式性行為的方式，不過往往得伴隨著其他性刺激手段後才能夠順利達成，這包括如肛交、性交、自慰、口交或手交等。英文俚語中將顏射這一行為稱作「Facial」，並且作為最常見的射精鏡頭，「Cumshot」或「Money shot」也常代指顏射。而中文顏射一詞則是源自於日語的用法，並隨著日本製作的色情片大量傳佈而廣為引用。
顏射除了在日本成人影片中出現外，在許多西方文化的色情媒體中也常常有顏射的表演出現。影片中的男性色情片演員常會把精液射在女性色情片演員臉上，作為一種成功征服對方的表現。顏射也如同口內射精一樣，常常被拿來作為色情影片結束時的場景使用。此外在一些以男男性行為作為主要內容的G片中，也經常會有類似的演出。有些人認為這种行为可以滿足男性的征服慾望，也有些人认為這種行為對於性交对象而言是一種侮辱或者強迫的象徵；整體來講，從這是一種以相互尊重且獲得愉悅為基礎的極為親密、特別的性行為，到這是一種退化且帶來屈辱的性行為等各式各樣的意見都有。而從心理學的層面來看，一些專家提出顏射是一種改善、增進情侶關係的方法之一，在正常的情況下顏射進行時往往得考慮到對方的感受並加以溝通才可能進行。在日語中，有另一個與顏射行為類似的詞彙稱作「Bukkake」，不同之處在於「Bukkake」一詞今日多指數名男性在性交或者自慰後，共同且連續射出大量精液在同一名對象的臉上。

## 行為
顏射的主體便是是典型的射精行為表現，在經過許多性刺激導致男性性興奮之後，男性便將自己的精液射在另一人的面前。具體的作法則為男性在經過許多性刺激影響後，感覺到自己即將達到性高潮且快要射出精液時，便將他自己的陰莖放在性伴侶臉部的周遭位置，使得自陰莖排出的精液在射出後，沾黏在性交對象的臉部或者周遭。其中在之前的性刺激便主要是為了促進男性到達性高潮的臨界點，刺激的方式包括有肛交、性交、口交、自慰等，或者是以其他性愛玩具來刺激陰莖等等。而參與的人除了傳統上一名男性將射出精液於另一人臉上外，顏射也包括多名男性輪流射精在一人臉上，或者是由一名男性射出精液在多人臉上。
射出的精液本身除了受到因為肌肉收縮所提供的動力之外，還會受到精液自身的重力影響。這些都使得射精者可以選擇將精液直接沾黏在臉上或者其他特定部位，還是移動自己陰莖的來讓自己的精液在射出後可以不受控制的四處沾黏。雖然顏射後這些精液往往可以沾黏在任何臉部區域，這包括有臉頰、額頭、嘴唇或者鼻子等處，不過其一開始的目標便是將精液射在臉上，而不是直接以嘴巴作為主要目標。與口內射精相比，口內射精往往是在口交過後便直接將精液射在性伴侶打開的嘴巴內。而如果要讓精液在射出後成功沾黏在性夥伴的臉上，常見的方式男方往往會要求被射精者跪在陰莖面前，或者是要求躺平在床上或者是地板上。
對於顏射這一性行為，由於將精液射在對方「臉」上射精往往會給射精者帶來一定程度的征服感，原因在於被射精者往往會處在被動的地位，且精液所沾黏的地方又為人的重要且敏感的部位；而顏射這一行為有時也能為接受精液的女性或男性帶來性興奮，不過往往是由於其被虐待性的成份為主。事實上顏射除了能在性愛過程中帶來樂趣之外，幾乎沒有任何的好處是必須經由顏面射精才能得到，此外顏射也和其他性行為一般仍會帶來一定程度的健康風險，特別是對於被射精液者更是有容易感染性傳染病這一缺點存在，這使得有些人對於顏射抱持著不好的觀感。不過在另一方面，也有一些出自於對男性精液的好奇心、對於對方要求願意接受，或者是本身就有自虐傾向者，便有可能會嘗試顏面射精來給雙方帶來樂趣。此外為了能夠順利在臉上射出精液，這使得顏射這一行為幾乎不可能戴上保險套，因為當精液射出時往往不能做有效的避孕手段。
顏射時出現的精液多寡則會取決於數個因素，包括有男性本身的健康、年齡、性興奮程度，以及他所能忍耐性興奮而不射精的時間等等。通常一次射精數量的正常範圍，大約從1.5毫升到5.0毫升（1茶匙）左右。而當精液射到對方臉上數秒過後，液體便會開始變黏稠；而如果一直將其留在臉上置之不理的話，在過了大約15-30分鐘後精液便會開始液化。顏射後可擦拭、清水沖洗，也可以用手指或陰莖在臉上抹均勻。抹均勻後可任其風乾，用吹風機則可加速凝固。

## 健康

### 疾病傳播
任何性行為的舉動之中，只要與另一人的體液有所接觸的話，便會涉及到人與人之間性傳播疾病相互傳染的危險性。雖然精液本身無論是沾黏在皮膚，或者是直接吞食通常都是對人體無害的。然而精液仍可以作為許多性病的感染途徑，例如布魯氏菌病、淋病、人類免疫缺陷病毒、幽門螺桿菌和肝炎病毒等都能夠藉此路徑從一個人傳播到另一人身上。因此也有像加州職業安全與健康管理局（California Occupational Safety and Health Administration）等疾病衛生管理機構般，將精液歸類為「其他潛在感染媒介」之一，進行了一定程度上的宣導與防範措施。

### 感染風險
在其他性行為之中，這些性傳播疾病除了有些能透過血液的方式感染之外，便主要是已停留在黏膜上進而進入體內的方式傳播，例如包括肛門或者陰道便有可能作為後者的傳播途徑。如果先將其他其他性行為的可能傳播路徑因素除去的話，由於顏射主要是在臉部周遭進行，使得射出精液的男性和接受精液的性愛對象兩人相比，兩人因為顏射這一性行為所帶來的傳染風險截然不同。對於射出精液的性伴侶而言，顏射幾乎沒有染上性病的風險；相比之下遭到顏射行為的性伴侶來說，由於直接接受精液的緣故，使得感染類似性傳播疾病的風險也相對較高。
其中染上傳染疾病的路徑為，原本潛在的感染者在射出精液後，這些細菌病毒便經由破損的皮膚或敏感的粘膜接觸（眼睛、嘴唇或口腔等）進入另一人的體內，這使得遭到顏射者有染病的一定風險。面對這類問題，  一些醫生建議在口內射精或者顏面射精後，盡量避免口腔內一直存有精液在其中，而應該要視情況是否要將精液吐掉或者吞入；這建議的理由在於交互比對之下，嘴巴以及喉嚨的表面黏膜細胞較薄，使得性傳播疾病容易進入體內感染，相比之下胃部則能有效阻止這類細菌或者病毒繼續傳播。
現實生活之中，射精者如果有要進行顏射的意圖時應該事先詢問，而不是以強迫的方式要求對方做她所討厭行為。在一些情況，由於男性的精液在其一些成分中多少會傷害粘膜，可能經由眼睛的黏膜滲透到眼球內而出現了結膜炎的病症；在一些極端的情況之下，淋球菌也有可能與精液混合而有導致失明的危險。儘管許多醫生建議當接受精液者被射精後，應該迅速將男性的精液擦拭乾淨；然而由於近年來對於這種性接觸的實際行為大幅增加，使得許多性傳播疾病因為這條路徑感染的比率增高。也有人提出在不確定性夥伴是否有這類疾病時，應該要停止這類型的性行為發生。
洛杉磯郡衛生局（Los Angeles County Department of Health Services）與洛杉磯加利福尼亞大學在研究色情產業後，發表了一篇名為《成人影業：等時間來規範？》（The Adult Film Industry: Time to Regulate?）的報告指出：「隨著性行為的方式不同，也會帶來不同程度的傳染風險，其中常見的危險性行為包括有雙插（Double penetration）以及連續性的顏面射精。」在報告之中撰寫者還提出建議，以去除顏射對於演員的疾病風險：「射精畫面的精液應該要用諸如抗酸藥等這類液態黏性材料模擬，這樣將能夠為色情演員消除任何可能的健康風險。」但雜誌《成人影帶新聞》對於這一建議發表批評，認為模擬射精這主意令人感到可笑，文章在解釋理由中說到：「簡單地講，觀眾不可能如此輕易地上當─且他們希望看到真正的顏射場景。」

### 過敏反應
今日人們已經知道，在極少數的案例之中發現有些人對於精液的一些組成成分感到過敏，使得這些人在碰觸精液或者其液化的液體時會出現過敏反應。這類過敏的症狀可以是局部部位或者是擴及全身的反應，並可能在接觸精液後僅僅30分鐘之內便陸續產生包括發癢、紅腫、水腫或者是水泡等狀況。此外精液的接觸也有可能引起包括蕁麻疹等激烈的過敏反應，甚至讓人因過敏反應而感到呼吸困難。如果要解決類似的問題，除了在性愛過程中全程使用保險套來避免碰觸精液外，亦能夠在平時藉由脫敏感療法（Desensitization）的方式來改善過敏的反應情況。

## 文化

### 早期描寫
早在過去的色情作品之中，許多成人變態文學便對於顏射這一性行為有所描述。例如法國貴族薩德侯爵遭到囚禁的1785年間，他在監獄內創作而成的色情長篇小說《索多瑪一百二十天》（The 120 Days of Sodom）中便提到：「……我對她們秀出我自己的陰莖，然後你猜猜看我做了甚麼？我他媽的射在她們的臉上……這些是我的激情也是我的孩子，我已經沒有其他東西了……或許你正在瞧著。」其他還有像於1795年所發表的《閨房哲學》（La Philosophie dans le boudoir）一書中，在裡面角色交互討論有關色情時便有對顏射有所講述。在故事之中，一名15歲的貴族大小姐分別與一名女性貴族、兩名男性貴族和一個粗壯的農民交談有關「性教育」的內容，整個故事以七段對話來呈現。不過其實故事中兩名貴族對於該名大小姐有所邪念，在一開始四個對話交談中兩人只跟這名大小姐講述了生殖器的作用，並對一些性愛的方法給予了一點描述。但到了故事中後段後，兩人便與該名大小姐發生了性關係，以讓她體驗真正的性愛過程，而在故事中便如此描述「她對於他們之後的行為仍沒有認知，他們兩人便直接站在她的面前相互自慰。就在他快要射精時便將陰莖放在少女的面前，然後少女馬上發現她自己被大量的精液所淹沒。」

### 色情呈現
在早期的色情電影表演中，對於以顏射為主題的場景十分的少見，甚至在20世紀上半葉時幾乎沒有有關顏射的影片出現。到了被稱為「色情片黃金時期」的1970年代，許多硬調色情的作品便有有關口內射精的畫面出現；而除了口內射精的畫面外，當時在軟調色情的作品中也已經出現了少數被稱做「射精鏡頭（Cumshot）」的顏射情景。1980年代時色情影片對於顏射題材的使用越趨增加，到了1990年代受到法國馬克·多塞爾（Marc Dorcel）等情色導演的影響，顏射開始成為許多色情電影作品當作主要的交場景以及結束場景。在一定程度上顏射出現的場景，甚至比同樣是體外射精、但是以面積更為大的腹部與背部（取代後背體位使用）作為射精目標的場景還要多出好幾倍。之所以使用這些性行為來作為主要的性愛表演，原因之一是因為這類畫面能夠確保男演員在表演射精時，能帶來強烈的戲劇張力以吸引成年觀眾欣賞。除了能夠明確呈現出影片中的男性演員達到性高潮，同時張力極強的顏射場景的出現可以滿足許多觀眾對於「男尊女卑」的普遍想法和願望，尤其是在以男性為主要消費以及觀賞族群的成人色情市場內。
其中在1970年代的社會正是軟調色情與硬調色情作品紛紛推出的時代，一部份的人士認為成人電影裡的影片不應該有過度逼真的描寫，而應該將有關於性愛的場景刪減而留下一些色情的暗示，在這段時間成人電影製作公司便曾分別發表過如《埃曼紐爾》（Emmanuelle）、《O的故事》等軟調色情影片。然而為了表現出影片中被刪減的性愛場景是存在的，已呈現出故事裡的演員是真的如此表演拍攝；因此許多色情電影製作者便要求演員將精液射到合作夥伴的身體上，來讓觀眾相信他們並沒有將此省略處理。而另一方面也由於將精液射到「外部」，使得在影片場景中更能帶來張力，這讓許多男性對於這類型電影開始有所關注。
而常作為顏射代稱的英文詞彙「Cumshot」一詞，在許多西方色情片中又被稱做「Money shot」，原因在於這類顏面射精或者口腔內射精的射精場景，往往在拍攝時製作廠商往往得要另外付給男演員額外的薪資。不過對於參與拍攝這些場景的女演員而言，往往是直接由導演下達「指示」，便要擺弄特定的身體部分直接進行拍攝作業。曾著有《色情電影製造者指南》（The Film Maker's Guide to Pornography）一書的作者便提到：「『Cumshot』，或者在有些時候被稱作『Money shot』，是電影裡面最為重要的部分之一；甚至如果有必要的话，其他所有的要素都可以犧牲掉來滿足它的演出。」也有人認為「Money shot」是一種嘲諷的詞語，也就觀眾花了一筆錢就是為了看顏射的場景。
到了今日，除了許多色情電影中擁有了包括口交、顏面射精或者口內射精等畫面外，一些動畫影片、色情雜誌和網際網路上的網站或網頁等媒體也有所描繪，甚至還出現專門提供顏射圖片或者影片的色情網站出現。其中在網際網路上的成人網站中常常會一次出現有關顏射類型的圖片與影片，而這些上傳至網站的串流媒體有些也可以被其他瀏覽者付費或者是免費下載傳閱。近年來也開始有一些剛進入成年的年輕男性受到成人影片的影響，而在與性伴侶性愛的過程中模仿影片的內容，並時常主觀的認為所有的人對於男性射精在臉上一事都會感到很高興，這使得無論是兩名男同性戀或者是兩名異性戀之間，造成了一定程度上的隔閡與誤解。
另外在日本的色情影片中，則流行同樣是以顏射為主題，但不同點在於是由多名男性在一名女性臉上射精，這一行為則被稱作「Bukkake」。而除了射精的人數多寡外，男性所射出的精液也不像顏射一般局限於性伴侶的臉上，而是射出精液在在女性身體的任何部位都可以稱作Bukkake。而與其他國家的色情影片相比，日本成人影片非常廣泛的使用Bukkake作為性愛的結束畫面，甚至還有專門拍攝這類影片的公司出現，儼然成為另一種獨特的日本色情文化。

### 集體顏射

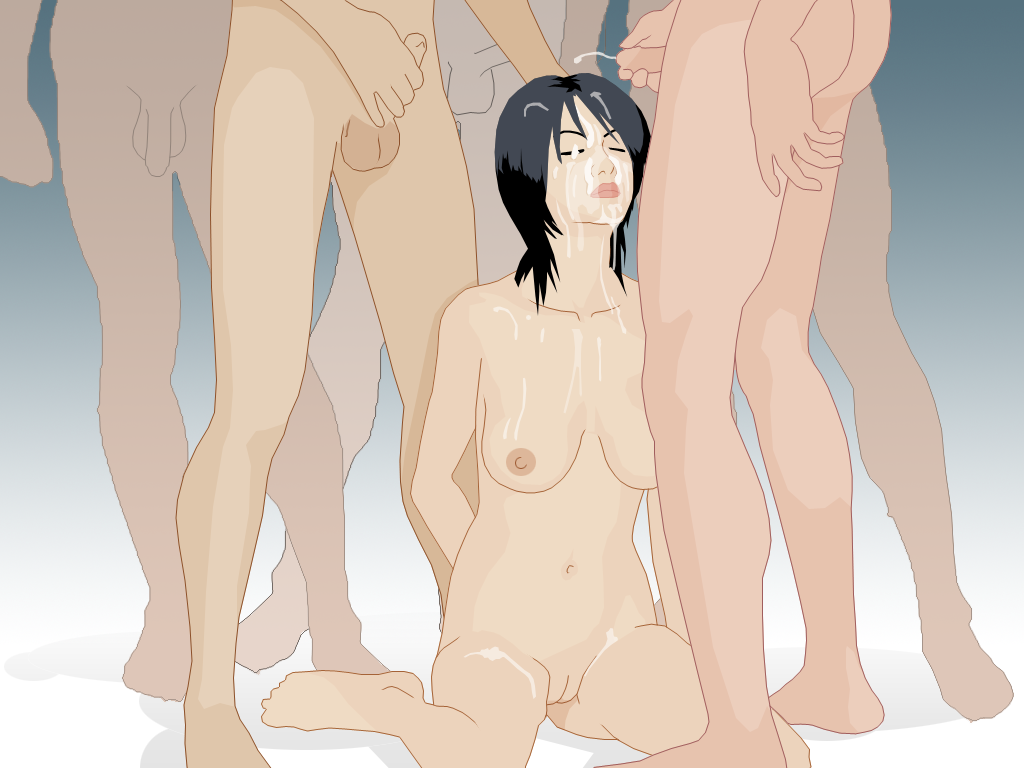
一張描述集體顏射的插圖，可以看見圖片中的女子被多名男子輪流射精在臉上，這一性行為常常在日本成人影片中出現。

集體顏射（日语：ぶっかけ）是一種出現在色情片中的性行為，為顏射的一種，通常是指多位男性在性刺激或自慰後魚貫地射精於同一對象的臉上。
在色情片中集體射精比較常見的情形是女性色情片演員被數名男性色情片演員（可能多達20位以上）圍起來輪流射精，通常一個男演員會射出二至三次，很可能連任何插入女演員陰道的性行為都沒有，頂多女演員幫忙手淫或口交，有時陰莖沒有完全勃起就射精，這些男演員就俗稱為射精演員：沒戲分、沒性行為，單純「貢獻精液」。也常會搭配一兩位男主演與女主演性交，其他射精演員在一旁輪番進行射精，射向女演員的臉或身體任一部位。先進行手淫，然後僅將勃起的陰莖頭淺插入女演員的陰道內，將精液射入或是將陰莖稍微拔出，把精液射在女演員的陰毛上，如此由多位男演員反覆進行，直到女演員的陰毛上沾滿精液為止。

### 相關調查
除了主流的色情商品之外，到了今日顏射這一性行為已經被許多人瞭解或者知悉，同時還創造出專屬於自己的獨特消費市場；顏射同時也普遍存在在許多色情影片之中，成為主要的性行為畫面之一。支持反色情運動（Anti-pornography movement）的心理學家安娜·布里吉（Ana J. Bridges）與他的同事在對暢銷影片系列進行內容分析時，表示在所有異性戀色情影片其表演的結束場景之中，有超過96％的男性演員會在女性演員的體外射精。其中在這些男性在射精時，最常見的射精瞄準部位往往便是嘴巴周遭。而如果將顏射以及口內射精歸為同類的話，在所有以外部射精作為結束的影片場景之中，便有大約62％的場景是男演員將精液射在女演員的臉上。此外還有以顏射為概念所創作的廣告作品，例如在2006年倩碧的廣告圖片中，出現了白色樣貌的保濕乳霜沾黏在一名女性模特兒的臉上；由於這種圖片十分類似顏射時精液沾黏在另一方的臉上的情況，使得該廣告被懷疑是暗指這類色情商品的存在。

## 色情
自從2000年代開始，顏射這種以男性為主導的性愛場景越來越常出現，而換句話說這一專門針對女性的性行為方式引起了一定觀眾的注目，而有關顏面射精或者沾黏在臉上精液的特寫鏡頭也越來越多。對於這類的色情場景，有些批評者認為顏射甚至比一名女演員直接被羞辱還要來得更糟，雖然許多色情導演聲稱顏射是與性愛夥伴之間，希望能夠彼此享受的一種性行為；然而許多評論家認為在嚴格意義上說，顏射往往與強迫、難以接受、屈辱性的有所關聯，且顏射還將色情影片中人物塑造成藉由各種方式表演，來塑造出一種有關身體上的從屬關係。不過最常見的反對理由，即是認為顏射是一種十分汙辱另一人人格的性行為。
不過顏射仍然成功在成人片或者是成人雜誌中取得了一定消費族群，例如一些施虐癖者便對於顏射有一定的愛好。同樣的，許多以虛構角色為主要角色的日本成人遊戲和成人漫畫，也往往在故事劇情的性愛場景中加入顏射的畫面。受到有關當局往往要求在色情作品中加入馬賽克處理，「如何能夠不經馬賽克處理仍能呈現性愛？」變成為許多成人影片製作廠商的課題。而透過拍攝精液射在女演員的身體或者臉上，便能有效呈現出男演員是如何射出精液，又不會讓畫面一直遭到馬賽克處理。此外藉由影片中顏射的出現，也有效的吸引許多觀眾購買相關的成人影片觀看。在這種情況之下，有些色情電影的演員便是因為顏射的場景而出名，例如著名的彼得·諾斯便因其陰莖與其射精時的表現而讓人印象深刻；另外在一些網際網路的成人網站，也可以看見一些同樣是以顏射表演出名的業餘色情演員，例如希瑟·布魯克（Heather Brooke）便因她在顏射的表演著名。
今日許多成人商品製作公司也開始專門為顏射這一題材，推出一系列的色情作品於市場上銷售，以回應許多客戶對於這一性行為的愛好。例如擔任生動娛樂（Vivid Entertainment）全國銷售經理的哈沃德·萊文（Howard Levine）在為自家的成人影片發表評論時便提到：「在她所銷售排名第一的這些成人影片之中，除了花費許多金費製作外，且在電影內容中常常包含了許多顏射的場面。」而面對顏射這類性愛場景，作為Silvercash營銷總監的雨果·大平（Hugo Ohira），便在一次採訪時反問記者道：「誰不喜歡將這些東西噴在一個年輕貌美的臉上？」不過並不是所有的顏射或口內射精表演都是真的射出精液於女性身上，例如在2001年馬丁·埃米斯（Martin Amis）在與色情演員風月（Temptress）面談時，風月便曾爆料說：「在將陰莖放入嘴巴前先在口腔內含著一杯椰林風情（Piña colada），然後再讓它慢慢的自嘴角流出。」

## 評論

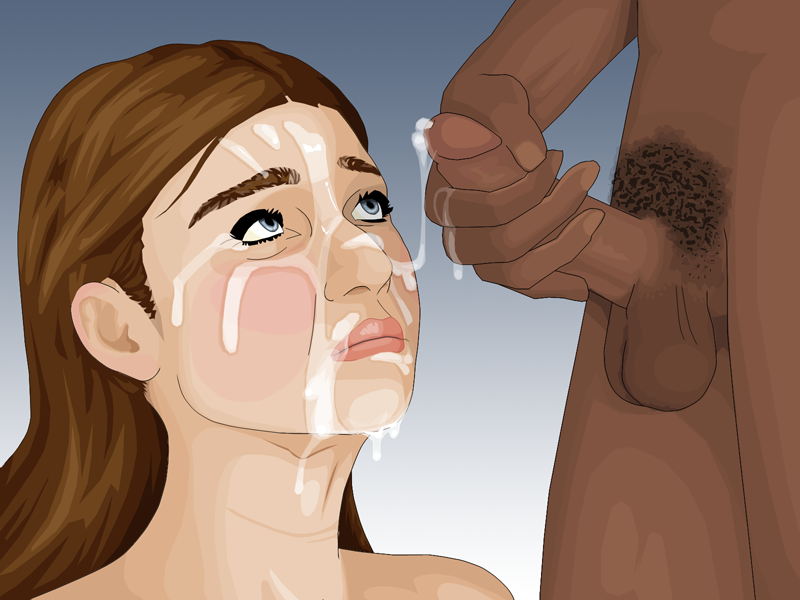
顏射。

對於颜射社會各界有著各種不同的意見，從這是一種基於彼此尊重的基礎上、相互追求快感、增進彼此感情的親密性行為，到一種這是退化的性行為、將會引起被顏射者的屈辱，或者這是一種能夠有效治療厭女症的方式等意見都有。例如性治療專家露絲·韋斯特海默（Ruth Westheimer）認為顏射代表的是一種屈辱而不是性感象徵。她提到說一般人還有可能考慮在性交時使用口交，但他們往往到不覺得顏射是性行為的必要組成要素。性愛專欄作家（Sex columnist）丹·薩維奇（Dan Savage）在面對讀者的詢問中寫道：「顏射是有辱人格的─但這也是為什麼它『這麼的熱門』。」而《Daily Nexus》的專欄作家妮娜·安東尼奧（Nina Love Anthony）則認為顏射這一動作並不具有威脅性，相反的可以讓人體驗並增加各式各樣的性經驗。她在自己的每週專欄中寫道：「讓我們如此嘉許顏射在於顏射它本身就十分的獨特，原因在於射在他人的臉上就像投手投出變速球般令人感到驚喜─如果你已經整整投了好幾局的直球，也許你應該考慮投出一顆曲球玩玩。」 她並繼續說：「此外被顏射者也能滿足自身對於色情明星的秘密渴望，特別是當他對性仍有些許的初學者情節時。」
女權主義者則往往將這種男性凌駕於女性地位的顏射行為，視為是一種十分值得關注的議題之一。社會學家蓋爾·達因（Gail Dines）、羅伯特·詹森（Robert Jensen）和安娜·魯索（Ann Russo）等人便在《色情作品問題：不平等的生產和消費活動》（Pornography: The Production and Consumption of Inequality）一書中，提到：「對於色情活動而言，藉由射精於一個女人身上的方式是能夠讓她成變成「蕩婦」（Slut）的主要方法，主要（雖然不是唯一的原因）便是為了呈現出女性是為了與男性性交所存在的。」激進女性主義者安德里亞·德沃金則在一場於芝加哥的講談中，對這類色情商品發表評論說：「這個色情商品的問題並不是在於她臉上有沒有精子，而是代表著一個男人他擁有了甚麼，以及他是如何擁有了她。藉由在女性身上射精來表示她已經遭到男人最骯髒的東西所污染，也就是呈現出這個女人已經墮落了。」
其他還有許多批評與建議，給了顏射這一性行為有了不同的含義。作家麗莎·摩爾（Lisa Moore）則支持安德里亞·德沃金的想法，認為顏射是一種沒有考慮雙方想法變採取的性行為，它主要是藉由女性展現出享受的表情來愉悅自己的男性性伴侶，更準確的來講就是男性期望自己的精液能夠被渴求。作為女權運動領導人的比阿特麗斯·福斯特（Beatrice Faust）則在自己的著作《女性、性愛與色情：一個具爭議的研究報告》（Women, Sex, and Pornography: A Controversial and Unique Study）中表示：「對於這種在空氣中射精的方式並不能帶來多少樂趣，一個即將射精的人應該要抱持並享受一個輕鬆愉悅的心情。」她接著說：「從邏輯上來講，如果將性看作一種自然和健康的行為的話，那麼精液也應該如同汗液一般是健康的象徵，沒有任何理由可以將射精解釋成為一種不良且值得敵對的行為。」
俄亥俄大學的大學教授約瑟夫·福斯特（Joseph Slade）在他的著作《參考指南：色情和性的表現》（Pornography and Sexual Representation: A Reference Guide）中，則關注了有關成人產業的女演員對於顏射的想法，他指出在1960年代到1970年代的色情業界仍然對於種種節育方法有所不信任；且在這一時期有不止一名的女演員在接受他的採訪時表示，認為如果男演員在她的身體內射精是一種十分輕率的表現，就算於拍攝當時表現得在怎麼溫柔也是一樣。
辛迪·巴頓（Cindy Patton）在她的一篇文章《說出來：教學》（Speaking Out: Teaching In）則認為評論家對於顏射這一行為的意義探討仍投入太少時間，他認為觀眾將拍攝的影片連結到具體的行為這一過程便值得探討。也有些人以保健的觀點提出看法，例如《柯夢波丹》的主編海倫·葛利·布朗（Helen Gurley Brown）便主張將精液沾黏上臉上有助於女性的保養，原因在於精液本身便是高濃度的蛋白質組成。而一些論點也提到如著名的克麗奧佩脫拉七世，也是藉由在臉上塗上精液的方式來持皮膚年輕的外觀。